# Adrián Ortolá
Adrián Ortolá Vañó, mais conhecido como Adrián Ortolá (Jávea, Alicante, 20 de agosto de 1993) é um futebolista espanhol que atua como goleiro. Atualmente joga pelo Dunkerque.

## Carreira

### Categorias de base
Começou sua carreira nas categorias de base do Villarreal, onde já se destacava mostrando ser um goleiro de grande reflexo.

### Villarreal
Na temporada 2011–12, subiu para o Villarreal, sendo o terceiro goleiro da equipe. Antes do final da temporada 2012–13, recebeu boas ofertas vindas do Real Madrid, do Barcelona e também do futebol inglês, fato esse que irritou os dirigentes de seu time, que o deixaram sem jogar até o fim da temporada, o fazendo correr risco de não ser convocado para as seleções de base.

### Barcelona B
Adrián Ortolá acabou optando por aceitar a oferta do Barcelona B em julho de 2013.

### Seleção Espanhola

#### Sub-17, Sub-19 e Sub-20
Em 2010, foi convocado pela Seleção Espanhola Sub-17 para o Campeonato Europeu realizado em Liechtenstein.
Durante 2011, esteve na equipe que foi campeã do Campeonato Europeu Sub-19 realizado na Turquia. Também fez parte, como segundo goleiro, da equipe novamente campeã do Campeonato Europeu Sub-19 no ano seguinte.
Apesar de não estar jogando pelo seu time, viajou com a Seleção Espanhola para a Turquia, onde disputou o Mundial Sub-20, no qual não entrou em campo um minuto sequer.

## Títulos
Seleção Espanhola Sub-19
- Campeonato Europeu Sub-19: 2011, 2012

Alavés
- Vice Copa del Rey: 2016-2017.